# Stressenergitensor

Stressenergitensorns kontravarianta komponenter.

Stressenergitensorn är en tensor som används i fysiken för att beskriva tätheten och flödet av energi och rörelsemängd i rumtiden. Den är en generalisering av stresstensorn i Newtonsk fysik. I den allmänna relativitetsteorin är stressenergitensorn källan till gravitationsfältet, på samma sätt som massa är källan till ett liknande fält i Newtons gravitationsteori. Stressenergitensorn har viktiga tillämpningar, framför allt i Einsteins fältekvationer.